# Beverly Johnson
Beverly Johnson (Buffalo, 13 ottobre 1952) è una supermodella e attrice statunitense.
È stata la prima modella afroamericana apparsa sulla copertina della rivista Vogue, nel 1974.
Nel 2006 ha partecipato all'Oprah Winfrey's Legends Ball, insieme ad altre personalità afroamericane quali Coretta Scott King, Rosa Parks e Tina Turner. Il The New York Times ha inserito la Johnson al sessantottesimo posto tra le persone più influenti nel mondo della moda del ventesimo secolo.

## Biografia
Beverly Johnson ancora molto giovane posò per la copertina di Glamour. In seguito è apparsa sulle copertine di oltre 500 riviste. Successivamente la Johnson affiancò all'attività di modella una carriera di attrice, debuttando nel 1976, con il film Deadly Hero. È apparsa anche in alcune serie televisive quali Law & Order - I due volti della giustizia e Lois & Clark - Le nuove avventure di Superman e nel videoclip diLiberian Girl, canzone di Michael Jackson.
La Johnson ha anche scritto un libro, intitolato Beverly Johnson's Guide to a Life of Health and Beauty e nel 1977 ha inciso un album discografico, intitolato Don't Lose the Feeling, per la Buddah Records.

## Filmografia

### Cinema
- Ashanti (Ashanti, Land of No Mercy), regia di Richard Fleischer (1979)
- Palle in canna (Loaded Weapon 1), regia di Gene Quintano (1993)
- The Meteor Man (Meteor Man), regia di Robert Townsend (1993)
- Studio 54, regia di Mark Christopher (1998)
- Crossroads - Le strade della vita (Crossroads), regia di Tamra Davis (2002)
- Good Deeds, regia di Tyler Perry (2012)

### Televisione
- Hunter – serie TV, episodio 7x09 (1990)
- Law & Order - I due volti della giustizia (Law & Order) – serie TV, episodi 3x10, 4x05 (1992-1993)
- Lois & Clark - Le nuove avventure di Superman (Lois & Clark: The New Adventures of Superman) – serie TV, episodi 1x20, 1x21 (1994)
- The Wayans Bros. – serie TV, episodio 1x03 (1995)
- Red Shoe Diaries – serie TV, episodio 5x11 (1996)
- Sabrina, vita da strega (Sabrina, the Teenage Witch) – serie TV, episodio 1x21 (1997)
- Una famiglia del terzo tipo (3rd Rock from the Sun) – serie TV, episodio 3x14 (1998)
- Tyler Perry's Meet the Browns – serie TV, episodio 3x22 (2010)

## Discografia
- Don't Lose the Feeling (1977)